# Vehbi Akdağ
Vehbi Akdağ (1. ledna 1949, Tokat – 23. června 2020, tamtéž) byl turecký zápasník ve volném stylu a držitel stříbrné olympijské medaile z Letních olympijských her 1972 v pérové váze, bronzové medaile z MS 1974 a bronzové medaile z ME 1973.

## Počátky kariéry
Akdağ začal zápasit v Tokatu již jako teenager a brzy se stal výborným volnostylařem, takže už v devatenácti letech byl nominován na Letní olympijské hry do Mexika, kde obsadil v pérové váze deváté místo. O dva roky později se mistrovství Evropy uskutečnilo v Berlíně a Akdağ obsadil v lehké váze 4. místo po vítězstvích nad Řekem Ioannidisem, Finem Hanskim a stříbrným medailistou Józsefem Rusznyákem s následnou porážkou od Nodara Kokašviliho z SSSR. V roce 1970 se také uskutečnilo v Edmontonu mistrovství světa. V lehké váze tu porazil Chang Ho Sana ze Severní Koreje, ale prohrál s Mongolem Natsagdordšem a bronzovým Bobby Douglasem z USA, což mu přineslo až deváté místo.

## Největší úspěchy a ústup z pozic
Druhou olympijskou účast v roce 1972 ověnčil už opět v pérové váze stříbrnou medailí a o rok později získal na mistrovství Evropy v Lausanne v téže kategorii bronzovou medaili. Porazil tam Helmuta Strumpfa z NDR, po roce opět Fina Liimatainena a Švýcara Tannera, prohrál s medailisty – Bulharem Ivanem Jankovem a Sovětem Zagalavem Abdulbekovem. Rok 1974 poslal sportovce na mistrovství světa do Istanbulu, Akdağ v pérové váze porazil Francouze Theodule Toulottea, Kanaďana Egona Beilera, Eduarda Giraye z NSR a Íránce Godrata Poorkarimiho, prohrál s mistrem světa Mongolem Zevegínem Oidovem a stříbrným Dončo Žekovem z Bulharska, což mu přineslo bronzovou medaili.
V roce 1975 se mu už na mistrovství Evropy tolik nedařilo, v Ludwigshafenu obsadil šesté místo po vítězství nad Španělem M. Rocou a Polákem Stolarskim, ale opět prohrál s Abdulbekovem a s Němcem Strumpfem. Ve stejném roce se konalo i Mistrovství světa v Minsku a Akdağ obsadil desáté místo. Prohrál s Jamesem Humphreyem a Jang Čung-mo z Jižní Koreje. Nevydařila se mu ani třetí olympiáda 1976 v Montrealu, kde byl až jedenáctý.
S mezinárodní scénou se Akdağ rozloučil 4. místem na Mistrovství Evropy v Sofii 1978. Porazil zde Poláka Luczywa, Francouze Daliena a Strumpfa, ale jeho přemožiteli byli Eduard Giray (NSR) a Mijo Dukov (Bulharsko), který se tehdy stal mistrem Evropy.

## Akdağ na olympijských hrách
Na svých prvních olympijských hrách v Mexiku v pérové váze porazil nejprve Jürgena Luczaka z NDR a v druhém kole Josefa Engela z Československa, poté remizoval s Jelkanem Tedejevem z SSSR a s Řekem Nikolaosem Karypidisem. Aniž prohrál, obsadil sedmé místo. Životním úspěchem byla pro Akdağa olympiáda v Mnichově 1972. Porazil tam nejprve Portugalce Orlanda Gonçalvese, ve druhém kole Satpala Singha z Indie a ve třetím Jormu Liimatainena z Finska. Ve 4. kole podlehl Akdagovi Kanaďan Patrick Boler a v pátém Petre Coman z Rumunska. Až v šestém kole našel Akdağ přemožitele v Japonci Kijoši Abem. Ve finálových zápasech Akdağ podlehl Zagalavu Abdulbekovi z SSSR a vyhrál nad Bulharem Ivanem Krastevem. Na olympiádě 1976 v Montrealu Akdag porazil Íránce Mohsena Farahvashiho, ale nestačil na Egona Beilera z Kanady ani na pozdějšího olympijského vítěze Jang Čung-mo a byl vyřazen.